# 瓦西里·戈洛夫宁
瓦西里·米哈伊洛维奇·戈洛夫宁（俄語：Василий Михайлович Головнин，1776年—1831年），俄罗斯探险家、海军中将。
1807年至1809年，以舰长身份率领俄国军舰Diana号进行环球航行，对千岛群岛进行测量。访问择捉岛和国后岛时，被岛上江户幕府的役人奈佐濑左卫门抓获，送往箱馆囚禁。在囚禁期间曾与间宫林藏会面，并教村上贞助和上原熊次郎说俄语。
1813年，在Diana号副舰长彼得·里科尔德的交涉下，俄方以日本籍俘虏高田屋嘉兵卫换回了被扣留的戈洛夫宁，是为戈洛夫宁事件。归国后，在1816年以其在日本滞留期间的生活为题材，写下《日本幽囚记》，此书在欧洲大范围流传。日本的圣尼古拉是在读了他的书之后决定前往日本宣扬东正教的。
1818年当选俄罗斯科学院院士。